# Holonothrus papua
Holonothrus papua är en kvalsterart som beskrevs av J. och P. Balogh 1986. Holonothrus papua ingår i släktet Holonothrus och familjen Crotoniidae. Inga underarter finns listade i Catalogue of Life.